# Lyne
Lyne – wieś w Anglii, w hrabstwie Surrey, w dystrykcie Runnymede. Leży 32 km na południowy zachód od centrum Londynu.